# Largada de touros

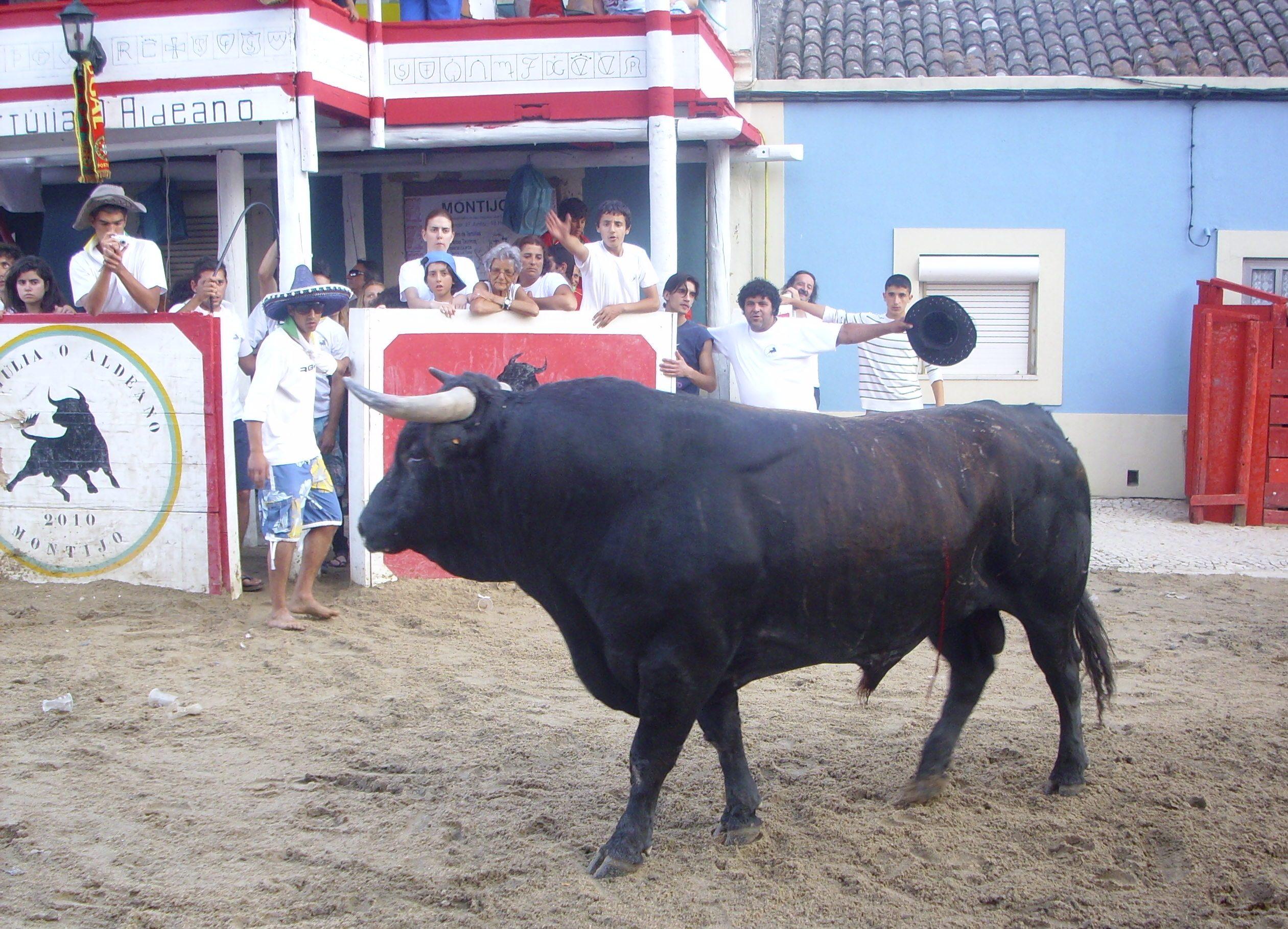
Largada de touros

A largada de touros é um costume tauromáquico tradicional nas festas de muitas localidades de Portugal e também de  alguns países da América Latina.
Consiste em largar touros bravos, um de cada vez, nas ruas das localidades, em percursos delimitados por barreiras, para serem lidados por jovens que correm à sua volta esquivando-se às investidas. Estes toureiros improvisados servem-se por vezes de panos, peças de roupa e de vários objectos como guarda-chuvas, cartões, caixotes de papelão e até bidões, para provocar a investida do touro e também para se protegerem, ajudando-os a escapar às colhidas.
A restante multidão observa o espectáculo em segurança atrás das barreiras e outros locais protegidos, servindo estes também como último refugio aos que se aventuram a desafiar os touros.
As colhidas são uma constante durante o tempo que dura a lide, provocando muitas vezes ferimentos mais ou menos graves aos mais afoitos, e por vezes algumas mortes.
É tradicionalmente antecedida por uma Espera de touros, onde estes são recolhidos em currais para depois serem soltos um a um  na Largada. Em muitos locais, não existe hoje a Espera pois os touros são transportados dos campos para o local da Largada em gaiolas transportadas em camiões. 
Algumas localidades com Largadas em Portugal:
- Alcochete
- Arruda dos Vinhos
- Azambuja[1]
- Benavente[2]
- Aldeia de Paio Pires
- Caldas da Rainha
- Chamusca
- Coruche
- Cuba (Portugal)
- Montijo
- Moita
- Pinhal Novo
- Salvaterra de Magos
- Samora Correia
- Santarém
- São Manços
- Sobral de Monte Agraço
- Vendas Novas
- Vila Franca de Xira
- Vila Viçosa

Também nos Açores existe um costume similar à largada de touros, chamado Tourada à corda em que o touro é preso por uma corda de 90 a 95 metros, segura por pelo menos 7 homens designados por pastores.
Na Colômbia há largadas de touros na cidade de Guamo onde durante seis dias centenas de populares e toureiros amadores participam.